# Musiken i Mass Effect 2

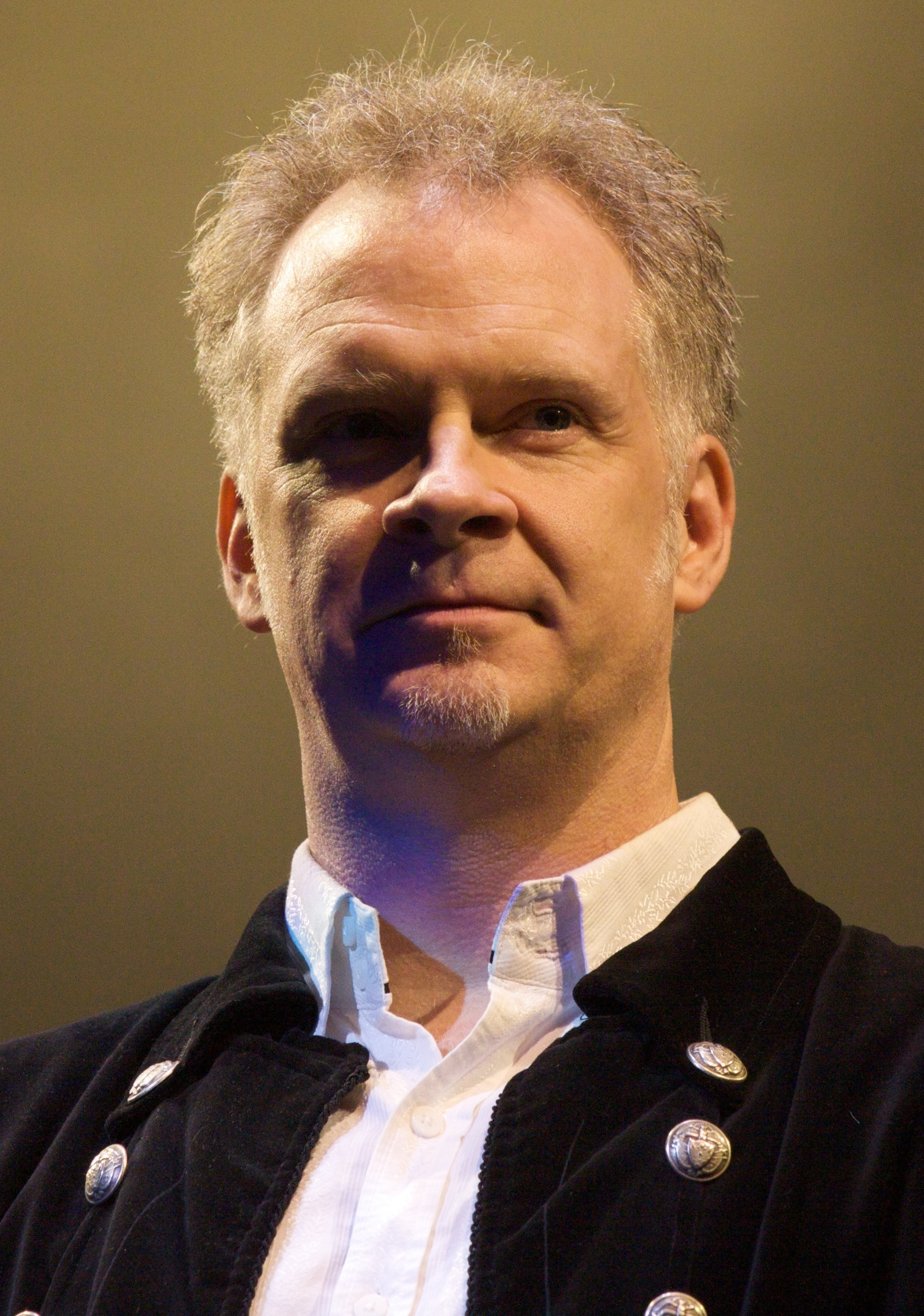
Mass Effects kompositör Jack Wall återvände till att komponera musiken i Mass Effect 2, och siktade på en mörkare och mer mogen musik för att matcha stämningen i spelet.

Mass Effect 2 är ett actionrollspel utvecklat av Bioware och utgivet av Electronic Arts till Microsoft Windows och Xbox 360 i januari 2010, och till Playstation 3 i januari 2011. Musiken i Mass Effect 2 komponerades främst av Jack Wall. Hans tidigare arbete med Bioware var som huvudkompositör för Jade Empire och det ursprungliga Mass Effect. Musiken från spelet har släppts i flera album. Bioware släppte huvudsoundtrackalbumet, Mass Effect 2: Original Videogame Score, den 19 januari 2010. Soundtracket omfattar två skivor och 27 låtar. Soundtracket har fått ett positivt mottagande av recensenter.

## Komposition
Musiken i Mass Effect 2 komponerades främst av Jack Wall. Hans tidigare arbete med Bioware var som huvudkompositör för Jade Empire och det ursprungliga Mass Effect. Musiken innehåller också några stycken av Sam Hulick, David Kates och Jimmy Hinson, med ytterligare redigering och implementering av Brian DiDomenico. Till skillnad från det ursprungliga Mass Effect syftade kompositörerna till att skapa ett mörkare och mer moget ljud som matchar stämningen i spelet. Musiken innehåller både orkester och klassiska sci-fi-arrangemang som inspirerats av soundtracket i kultfilmen Blade Runner och av det tyska elektroniska bandet Tangerine Dreams musik. Den harmoniska strukturen av Wendy Carlos soundtrack till Tron var också en stor inspirationskälla. Som ett komplement till varje datorspelsfigur gav kompositörerna dem var sin egen signaturmelodi för att förmedla deras personligheter och bakgrunder. Kates sade att "det var ett av våra uppdrag att skapa en dynamisk musik som uttryckte en mängd känslor."
Nya musikstycken förekommer i de nedladdningsbara innehållspaketen Kasumi - Stolen Memory, Overlord, Lair of the Shadow Broker och Arrival. Soundtracket från Kasumi - Stolen Memory och Arrival komponerades av Sonic Mayhem-duon Sascha Dikiciyan och Cris Velasco, medan musiken från Overlord och Lair of the Shadow Broker komponerades av Christopher Lennertz.

## Album
Mass Effect 2: Original Videogame Score

Mass Effect 2: Original Videogame Score är det huvudsakliga soundtrackalbumet till Mass Effect 2, som innehåller ett urval av musik från spelet. Det släpptes av Electronic Arts den 19 januari 2010 och omfattar två skivor och 27 låtar.
| 1.  | The Illusive Man        | 2:23 |
| 2.  | Humans Are Disappearing | 2:00 |
| 3.  | The Attack              | 5:13 |
| 4.  | The Lazarus Project     | 1:10 |
| 5.  | A Rude Awakening        | 1:39 |
| 6.  | The Normandy Reborn     | 2:06 |
| 7.  | Miranda                 | 5:22 |
| 8.  | Jacob                   | 6:02 |
| 9.  | Freedom's Progress      | 5:41 |
| 10. | Thane                   | 9:19 |
| 11. | Garrus                  | 6:04 |
| 12. | An Unknown Enemy        | 2:41 |
| 13. | Samara                  | 8:53 |

| 1.  | Grunt                 | 5:26 |
| 2.  | Horizon               | 2:56 |
| 3.  | Tali                  | 5:58 |
| 4.  | Mordin                | 6:27 |
| 5.  | The Normandy Attacked | 2:11 |
| 6.  | Jack                  | 6:28 |
| 7.  | Legion                | 6:22 |
| 8.  | Jump Drive            | 2:16 |
| 9.  | Crash Landing         | 3:43 |
| 10. | The Collector Base    | 3:52 |
| 11. | The End Run           | 2:57 |
| 12. | Suicide Mission       | 4:45 |
| 13. | New Worlds            | 2:30 |
| 14. | Reflections           | 1:19 |

Mass Effect 2: Atmospheric

Mass Effect 2: Atmospheric är ett soundtrackalbum till Mass Effect 2, som innehåller ambient och stämningsfull musik från spelet som saknades från det ursprungliga soundtracket. Det släpptes av Electronic Arts den 7 september 2010.
| 1. | What the Future Holds    | 2:41 |
| 2. | Charges of Treason       | 1:35 |
| 3. | Shuttle Ride             | 1:09 |
| 4. | Finding Samara           | 4:05 |
| 5. | Facial Reconstruction    | 1:34 |
| 6. | Chatting with Mordin     | 1:47 |
| 7. | Finding Archangel        | 2:44 |
| 8. | Negotiating with Miranda | 1:48 |
| 9. | Pure Krogan              | 3:19 |

Mass Effect 2: Combat

Mass Effect 2: Combat är ett soundtrackalbum till Mass Effect 2, som innehåller action- och stridsmusik från spelet som saknades från det ursprungliga soundtracket. Det släpptes av Electronic Arts den 5 oktober 2010.
| 1.  | Gunship Battle           | 2:42 |
| 2.  | Gathering Charges        | 2:14 |
| 3.  | Mother vs. Daughter      | 1:33 |
| 4.  | Collector Fever          | 2:39 |
| 5.  | Testing Memories         | 2:57 |
| 6.  | Infiltration             | 3:55 |
| 7.  | Delivering the Cure      | 3:06 |
| 8.  | Escape from Omega        | 1:59 |
| 9.  | Convincing Jack          | 1:56 |
| 10. | Grunt Awakens            | 2:10 |
| 11. | The Long Walk            | 4:18 |
| 12. | The Human Reaper         | 1:34 |
| 13. | The Swarms/Shepard's End | 1:24 |
| 14. | The Final Reckoning      | 1:11 |

Mass Effect 2: Kasumi's Stolen Memory

Mass Effect 2: Kasumi's Stolen Memory är ett soundtrackalbum till Mass Effect 2, som innehåller musik från det nedladdningsbara innehållspaketet Kasumi - Stolen Memory. Det släpptes av Electronic Arts den 30 november 2010.
| 1. | Death from Above  | 2:59 |
| 2. | Making Our Escape | 2:43 |
| 3. | Infiltration      | 2:35 |
| 4. | Party Music       | 2:03 |

Mass Effect 2: Overlord

Mass Effect 2: Overlord är ett soundtrackalbum till Mass Effect 2, som innehåller musik från det nedladdningsbara innehållspaketet Overlord. Det släpptes av Electronic Arts den 14 december 2010.
| 1. | Final Conversation | 1:37 |
| 2. | Boss Combat        | 1:39 |
| 3. | Tension Rising     | 1:39 |
| 4. | Combat Troops      | 1:32 |

Mass Effect 2: Lair of the Shadow Broker

Mass Effect 2: Lair of the Shadow Broker är ett soundtrackalbum till Mass Effect 2, som innehåller musik från det nedladdningsbara innehållspaketet Lair of the Shadow Broker. Det släpptes avElectronic Arts on 14 december 2010.
| 1. | As They Enter      | 1:14 |
| 2. | Building Explosion | 1:39 |
| 3. | Agent Combat       | 1:06 |
| 4. | Double Cross       | 1:12 |
| 5. | Vasir Combat       | 3:26 |
| 6. | Shadow Broker      | 1:10 |
| 7. | Final Combat       | 2:44 |

Legacy

Legacy är ett album som är mestadels komponerade för Mass Effect 2, men som inte användes i spelet. Det släpptes digital av Big Giant Circles den 14 mars 2012.
| 1. | Shepard of the Galaxy      | 6:27 |
| 2. | Cosmic Visions             | 2:15 |
| 3. | Faster Than Light          | 3:49 |
| 4. | No One Believes Me         | 1:38 |
| 5. | March of Legions           | 1:14 |
| 6. | Hold the Line              | 1:29 |
| 7. | Lost Souls                 | 1:46 |
| 8. | This Place Feels Unnatural | 2:27 |
| 9. | Nova Siberia OC ReMix      | 2:55 |